# Aisha Al-Manoubya
Aisha Al-Manoubya, auch bekannt als Lalla Manoubia  (arabisch: عائشة المنوبية) (1199 in Manouba – 1267 in Tunis) war eine sufisch-islamische Gelehrte.

## Leben
Manoubia entstammte einer konservativen ländlichen Familie, die ihr trotz der damaligen patriarchalischen Einschränkungen eine religiöse Erziehung ermöglichte. Ihr Vater, ein religiöser Mann, lehrte sie das Lesen des Korans und die arabische Sprache, obwohl ihre Muttersprache Amazigh, eine masirische Sprache, war. Manoubia zeigte schon früh außergewöhnliche intellektuelle Fähigkeiten und ein tiefes Interesse an Spiritualität, was ihr in ihrem Heimatdorf Misstrauen einbrachte. Angesichts der vorgesehenen Heirat mit einem Verwandten entschied sie sich gegen eine traditionelle Ehe und Familienleben und zog nach Tunis. Dort widmete sie sich dem Sufismus unter der Leitung von Abu l-Hasan asch-Schadhili, einem einflussreichen Sufi-Meister. Trotz der gesellschaftlichen Vorbehalte gegenüber Frauen in religiösen Kreisen erlangte Manoubia eine bedeutende Stellung als Gelehrte im Bereich des Islam und Sufismus. Ihr letzter Wohnort war Tunis, wo sie in den westlichen Vororten lebte und schließlich in einem Mausoleum beigesetzt wurde, das bis heute als heilige Stätte verehrt wird.

## Wirken
Manoubia gilt als die einzige weibliche Sufi-Heilige Tunesiens und hat als solche eine tiefe spirituelle und soziale Wirkung hinterlassen. Sie setzte sich für die Bildung und Freiheit von Frauen ein und war damit ihrer Zeit weit voraus. Als gelehrte Frau, die Zugang zu den höchsten religiösen Kreisen fand, leistete sie einen wichtigen Beitrag zum religiösen Diskurs ihrer Zeit. Sie unterrichtete den Koran und Sufismus und war bekannt für ihre Wohltätigkeit, insbesondere gegenüber armen Frauen. Manoubia war zudem eine Vorreiterin in der Verbreitung von Sufi-Ritualen und -Lehren, welche den Glauben als Quelle spirituellen Vergnügens betonten. Ihr Mausoleum und Schrein in Tunis dienen bis heute als wichtiger spiritueller Treffpunkt, der besonders von Frauen aufgesucht wird, die dort Trost suchen. Ihre Lehren und ihr Lebensweg inspirieren Menschen bis in die heutige Zeit und machen sie zu einem Symbol des Widerstands gegen patriarchalische Strukturen und für die spirituelle Emanzipation der Frauen.